# Verleugnung (Film)
Verleugnung (Originaltitel: Denial) ist ein US-amerikanisch-britisches Filmdrama von Mick Jackson aus dem Jahr 2016, das auf dem wahren Verfahren Irving gegen Lipstadt basiert, das vor einem der Londoner Royal Courts im Jahre 2000 ausgetragen wurde. In den Hauptrollen sind Rachel Weisz als Autorin Deborah Lipstadt, Tom Wilkinson als ihr Verteidiger Richard Rampton und Timothy Spall als David Irving zu sehen.
Der Film hatte seine Premiere am 11. September 2016 beim Toronto International Film Festival; in den deutschen Kinos lief er am 13. April 2017 an.

## Handlung
Deborah Lipstadt ist Professorin für Holocaust-Studien und stellt die Thesen David Irvings, dem selbst ernannten Historiker für Nationalsozialismus und Drittes Reich und Holocaust-Leugner, in Frage. Irving strengt eine zivilrechtliche Verleumdungsklage im Vereinigten Königreich gegen sie und ihren Verlag an, weil sie ihn in ihren Büchern als Holocaust-Leugner bezeichnet. Im Vereinigten Königreich liegt die Beweislast in einem solchen Verleumdungsfall bei den Beklagten. Daher müssen Lipstadt und die Rechtsanwaltskanzlei von Anthony Julius und Barrister Richard Rampton beweisen, dass Irvings Darstellungen über den Holocaust falsch sind.
Um ihre Verteidigung vorzubereiten, besichtigen Rampton und Lipstadt gemeinsam mit dem Architekturhistoriker Robert Jan van Pelt auch die Reste des Vernichtungs- und Konzentrationslagers Auschwitz in Polen, während ein Forscherteam die umfangreichen persönlichen Tagebücher Irvings studiert. Lipstadt ist von Ramptons anscheinend respektlosen Fragen ihr gegenüber zum Thema verärgert und frustriert. Daraufhin mindert das Team der Verteidigung ihre Beteiligung an dem Fall, indem es argumentiert, die Chancen auf Erfolg seien für die Verteidigung größer, wenn Lipstadt nicht vor Gericht aussage. Die jüdische Gemeinde Großbritanniens rät ihr sogar zu einem Vergleich, um die öffentliche Aufmerksamkeit für Irving zu reduzieren. Allerdings hat ihr Team einen vielversprechenden Start, als es Irving dazu veranlasst, einem einzelnen Richter statt einer Jury zuzustimmen.
Irving vertritt sich juristisch selbst, wobei er mit Lipstadts gut finanziertem Verteidigungsteam konfrontiert ist. In seiner Argumentation bemüht sich Irving, die vorgelegten Beweise der Verteidigung zu verdrehen. Lipstadt wird im Gerichtsgebäude von einer Holocaust-Überlebenden gebeten, sie als Zeugin aussagen zu lassen, aber Lipstadts Team besteht darauf, den Prozess ausschließlich auf Irving zu konzentrieren.
Irving versucht, Beweise für Gaskammern in Auschwitz zu diskreditieren, und behauptet, dass es keine Löcher auf dem Dach des Krematoriums 2 für die Zyklon-B-Gaskristalle gegeben habe. Wütend verlangt Lipstadt, dass sie und eine der anwesenden Holocaust-Überlebenden aussagen. Julius befürchtet jedoch, dass Irving diese demütigen und in der Öffentlichkeit vorführen werde, wie er es in der Vergangenheit bereits bei anderen Verfahren getan hat. Rampton bespricht mit Lipstadt während des Verfahrens in ihrem Londoner Hotel seinen Plan und erwirbt nun doch noch ihr Vertrauen. Im Gericht unterwirft er Irving einem geschickten Kreuzverhör und stellt dessen Folgerungen in seinem Buch und bei anderen Gelegenheiten als absurd dar. Die Aussage eines Experten (Richard J. Evans) enthüllt die systematischen Verzerrungen in Irvings Schriften.
Gegen Ende des Prozesses beunruhigt der Richter die Verteidigung durch seine Anmerkung, dass Irving, wenn er ehrlich an seine eigenen Thesen glaube, nach englischem Recht kein Lügner sein könne, wie von Lipstadt behauptet. Doch akzeptiert er sodann die Gegenargumentation des Verteidigers hinsichtlich des Zusammenhanges von Hitler-Verehrung und systematischer Leugnung des Holocausts beim Kläger. Nach einem einmonatigen Warten auf das Urteil gewinnt die Verteidigung das Verfahren. Das Gericht ist nach den vorgelegten Beweisen überzeugt davon, dass Irving ein betrügerischer Autor und Holocaust-Leugner ist. Lipstadt wird für ihre Haltung gefeiert, während ihre Rechtsbeistände sie daran erinnern, dass trotz ihres Schweigens während des Prozesses ihre Schrift, die Irvings Lügen Fakten entgegensetzte, die Grundlage für diesen Sieg darstellt.
Irving sagt nach dem Prozess in einem Fernsehinterview, dass der Prozess eigentlich zu seinen Gunsten verlaufen sei und er auch weiterhin den Holocaust anzweifeln werde. Lipstadt erwidert im Gegenschnitt zu einem der Verteidiger, dass nun aus dem Holocaustleugner auch ein Urteilsleugner werde.

## Hintergrund der Produktion
Viele Aufnahmen wurden am Originalschauplatz des Verfahrens gedreht.

## Kritiken
„Fesselnde Rekonstruktion eines Prozesses aus dem Jahr 2000 – und dennoch brandaktuell.“

„Mit Nüchternheit wäre dem Film weitaus mehr gedient gewesen – ist doch bereits die Frage, warum es keine forensischen Beweise gibt, erschütternd genug. Dennoch macht Verleugnung im ‚postfaktischen‘ Zeitalter, in dem ‚fake news‘ und ‚alternative facts‘ verbreitet werden, einen sehr wichtigen Punkt: Es gibt in dieser Welt Fakten, die nicht gedeutet werden können. Es gibt historische Wahrheiten, die keinen Meinungen oder Gefühlen unterliegen.“

## Auszeichnungen
- 2017: Nominierung für den British Academy Film Award als bester britischer Film.